# Journée mondiale sans tabac
La journée mondiale sans tabac est une journée internationale qui a lieu chaque année le 31 mai depuis 1988 sous l'égide de l'Organisation mondiale de la santé (OMS).
L'OMS a organisé l'événement pour la première fois le 7 avril en 1987 ; l'année suivante la date a été définitivement fixée au 31 mai. La journée a pour but de faire passer une prise de conscience globale sur les dangers du tabac pour la santé des consommateurs comme de leur entourage : sur 650 millions de fumeurs, cinq millions meurent chaque année à cause de problèmes de santé liés au tabagisme selon l'organisation.

## Thèmes et slogans

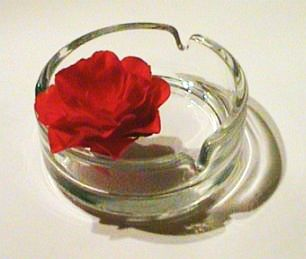
Le cendrier fleuri, symbole de la journée sans tabac

Chaque année, la journée aborde un thème particulier, résumé généralement par un slogan :
- 31 mai 1998 : « Grandir sans tabac » ;
- 31 mai 1999 : « Laissez le paquet derrière vous », en référence aux méthodes de sevrage tabagique ;
- 31 mai 2000 : « Le tabac tue, ne vous faites pas abuser »[3] ;
- 31 mai 2001 : « Le tabagisme passif tue – Nettoyons l'air »[4] ;
- 31 mai 2002 : « Sports sans tabac – Jouez proprement », en opposition au tabagisme et à la publicité dans le domaine du sport[5] ;
- 31 mai 2003 : « Film sans tabac, mode sans tabac », en référence au rôle promotionnel joué par l'industrie cinématographique et la mode[6] ;
- 31 mai 2004 : « Tabac et pauvreté, un cercle vicieux », au sujet des effets socio-économiques du tabagisme[7] ;
- 31 mai 2005 : « Les professionnels de la santé contre le tabac »[8] ;
- 31 mai 2006 : « Le tabac : mortel sous toutes ses formes », en référence aux actions de marketing de l'industrie du tabac concernant les cigarettes « légères »[9] ;
- 31 mai 2007 : « Espaces sans tabac », en référence aux actions législatives de plusieurs pays d'interdire la cigarette dans les espaces publics[10] ;
- 31 mai 2008 : « Jeunesse sans tabac », pour dénoncer et contrer les opérations de marketing de l'industrie du tabac à l'intention de la jeunesse[11] ;
- 31 mai 2009 : « Les mises en garde sanitaires » contre les dangers du tabac pour la santé[12] ;
- 31 mai 2010 : « Fumer c'est moche » pour contrer les opérations de marketing à l'intention d'un public féminin[13] ;
- 31 mai 2011 : « Trois façons de sauver des vies », qui encourage les gouvernements à mettre en œuvre les principales dispositions de la Convention-cadre de l'OMS pour la lutte antitabac[14] ;
- 31 mai 2012 : « Halte à l'interférence de l’industrie du tabac », afin de « dénoncer et contrecarrer les agissements [...] de l'industrie du tabac visant à saper la Convention-cadre de l'OMS pour la lutte antitabac »[15] ;
- 31 mai 2013 : le thème de cette journée était « l'interdiction de la publicité en faveur du tabac, de la promotion et du parrainage »[16] ;
- 31 mai 2014 : « Augmenter les taxes sur le tabac »[17] ;
- 31 mai 2015 : « Éliminer le commerce illicite des produits du tabac »[18] ;
- 31 mai 2016 : « Préparez-vous au conditionnement neutre » des produits du tabac[19] ;
- 31 mai 2017 : « Le tabac – une menace pour le développement »[20] ;
- 31 mai 2018 : « Le tabac vous brise le cœur. Choisissez la santé, pas le tabac »[21] ;
- 31 mai 2019 : « Le tabac et la santé pulmoraire »[22].
- 31 mai 2020 : « Tactiques utilisées par l’industrie du tabac et les industries connexes pour attirer les jeunes générations »[23].
- 31 mai 2021 : « Engagez-vous à arrêter ! »[24].
- 31 mai 2022 : « Le tabac : une menace pour notre environnement »[25].
- 31 mai 2023 : « Cultivons des aliments, pas du tabac »[26].
- 31 mai 2024 : « Protéger les enfants de l’ingérence de l’industrie du tabac »[27].
- 31 mai 2025 : « Produits du tabac et à base de nicotine, démasquons les tactiques de séduction de l'industrie du tabac »[28].